# Общество баварских иллюминатов

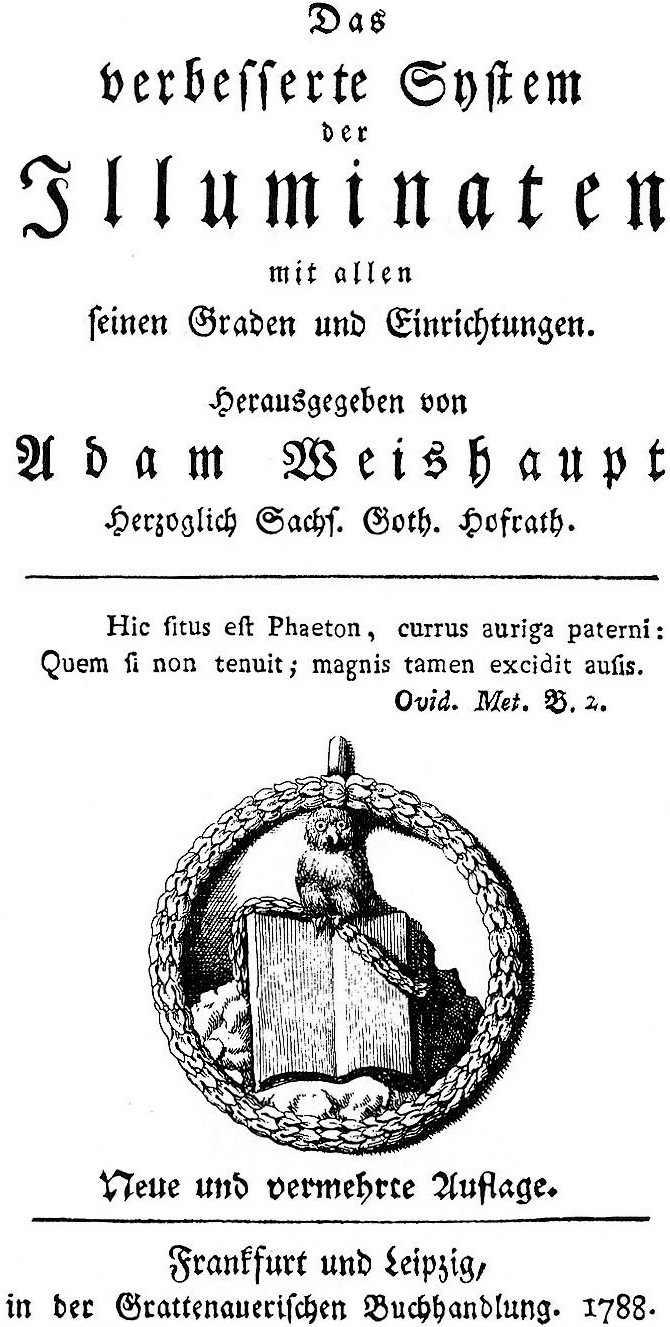
Символ баварских иллюминатов включал сову — птицу богини мудрости Минервы, 1776

Общество баварских иллюминатов (нем. der Illuminatenorden) — немецкое тайное общество XVIII века, основанное 1 мая 1776 года в Ингольштадте философом и теологом Адамом Вейсгауптом, известным сторонником деизма, намеревавшимся использовать свою организацию для распространения и популяризации этого учения, а также либеральных идей эпохи европейского Просвещения.
Официальной целью иллюминатов было объявлено совершенствование и облагораживание человечества путём «строительства нового Иерусалима». Орден претерпел внутренний раскол, прежде чем был запрещён баварскими властями в 1785 году. Является одним из самых известных в истории союзов иллюминатов.

## История
Общество баварских иллюминатов было основано 1 мая 1776 года в университете Ингольштадта профессором юриспруденции Адамом Вейсгауптом и поначалу состояло лишь из пяти членов. Иллюминаты не вели открытого набора в свои ряды, предпочитая самостоятельно отбирать и вербовать членов, порой довольно длительное время исподволь подготавливая кандидата к служению ордену.

### Идеи

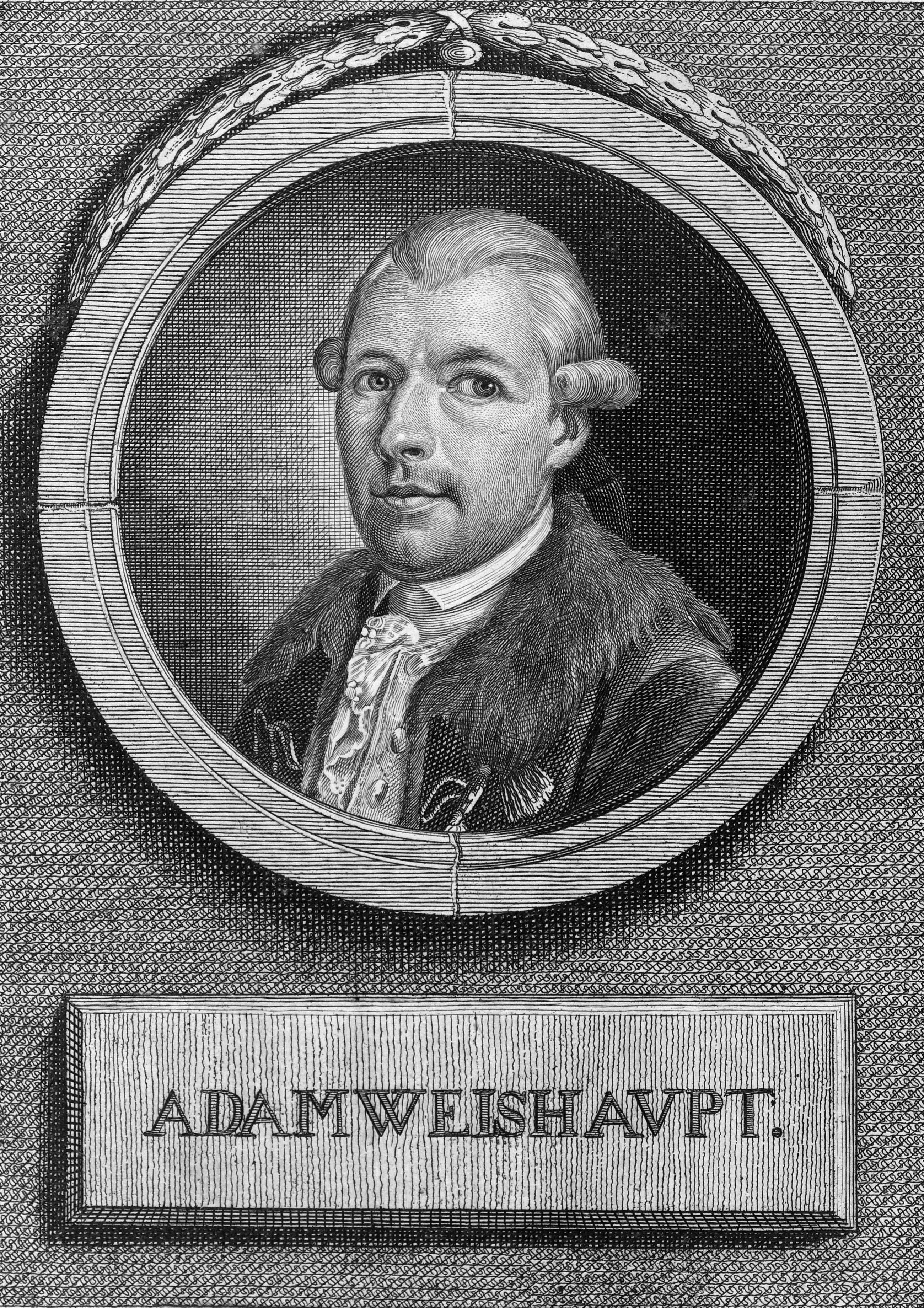
Адам Вейсгаупт

Вейсгаупт называл своё общество Орденом совершенствующихся (Perfektibilisten). Он должен был бороться с суеверием и невежеством, распространяя просвещение и нравственность. Конечная цель его, замена положительного христианства деизмом, равно как замена монархического правления республиканским, сообщалась только немногим посвящённым. Для достижения этой цели считалось неизбежным безусловное подчинение отдельных лиц воле и предписаниям главы. Поэтому Вейсгаупт заимствовал организацию у Иезуитского ордена.
Вначале Вейсгаупт рассчитывал создать свою организацию на основе масонских традиций, однако позднее изменил своё решение, сочтя «тайны» масонов слишком широкодоступными и лишёнными серьёзного содержания.
Вейсгаупт утверждал, что естественный человек по природе своей не является плохим, дурным его делает окружение и, в частности, религия, государство, внешние влияния. Таким образом, если человек будет освобождён от давления социальных институтов и начнёт руководствоваться исключительно холодным рассудком и знанием, проблемы морали отпадут сами собой.
В начальный период своего существования общество привлекало новых членов из числа профессоров Ингольштадтского университета, и его ряды пополнялись медленно. Чтобы привлечь новых сторонников, Вейсгаупт в начале 1777 года вступил в мюнхенскую масонскую ложу.

### Адольф фон Книгге

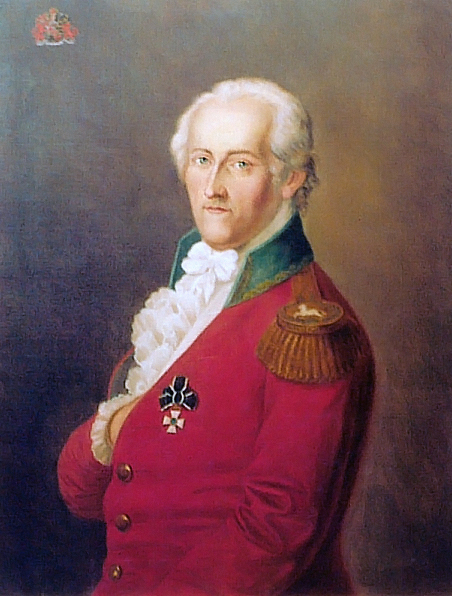
Адольф фон Книгге

Однако привлечение в орден масонов и рост численности стали возможными, главным образом, благодаря деятельности барона фон Книгге, ставшего ближайшим соратником основателя организации. В августе 1782 года в результате Вильгельмсбадского конвента, проведённого масонами с целью сближения своих позиций, некоторые масоны присоединились к обществу иллюминатов, благодаря активной пропаганде, которую вели Вейсгаупт и фон Книгге.

### Организация ордена
Первоначально структура организации иллюминатов включала три степени посвящения — послушник (новисс, неофит), минервал и просвещённый минервал. Неофит передавался под руководство наставника, которому должен был беспрекословно подчиняться. Кроме того, послушникам предписывалось предоставлять ордену исчерпывающую информацию о своей частной жизни. Послушничество длилось около двух лет, затем происходило посвящение в минервалы.
Позднее, с ростом ордена, структура общества иллюминатов изменилась, приблизившись к схеме организации Ордена иезуитов и некоего подобия масонских лож. Иллюминаты придерживались строгой конспирации в сочетании с жёсткой иерархической («пирамидальной») структурой. Ядром общества иллюминатов был ареопаг из двенадцати наиболее приближённых к Вейсгаупту членов.
Обновлённая структура Общества баварских иллюминатов включала следующие степени инициации:
| Areopagites          |
| Illuminatus dirigens |
| Illuminatus major    |
| Illuminatus minor    |
| Insinuat             |
| Minervals            |

Процедура инициации включала специальные ритуалы (частично заимствованные у масонов), торжественные клятвы и определение тайного псевдонима. Сам Вейсгаупт был известен как «Спартак».
После инициации новообращённый иллюминат начинал участвовать в кружках, посвящённых изучению трудов философов Просвещения. Если он проявлял интерес к более радикальным аспектам деятельности общества, его могли посвятить в более высокую степень.
Орден имел представительства во многих странах Европы. В период расцвета Общества баварских иллюминатов в нём состояли примерно 2 тыс. человек. После вступления в орден барона Адольфа фон Книгге в 1778 году стала возможной вербовка просвещённых людей из высших сословий. К иллюминатам примкнули некоторые известные деятели искусства, такие как Иоганн фон Гердер и Иоганн Вольфганг Гёте.

### Раскол
Соперничество за власть внутри ордена между Вейсгауптом и фон Книгге привело к расколу организации, последовавшему 1 июля 1784 года. Фон Книгге и некоторые его сторонники покинули общество и опубликовали ряд памфлетов об иллюминатах, обнаружившие истинные тенденции и организацию ордена.

### Санкции властей
Баварский курфюрст Карл Теодор запретил все тайные общества; деятельность иллюминатов, казавшаяся баварским властям опасной, привела к изданию в 1784—1787 годах четырёх указов против них. Папа Пий VI также осудил иллюминатов.
В 1786 году власти провели обыск в доме Ксаверия фон Цвака, одного из наиболее влиятельных представителей организации, и изъяли большое количество книг и документов, в том числе касавшихся тайной деятельности ордена. К 1787 году членство в Обществе баварских иллюминатов было объявлено преступлением, караемым смертью. Орден оказался вне закона и, предположительно, распался.
Адам Вейсгаупт лишился должности и бежал из Баварии, и до своей смерти в 1830 году жил в изгнании в Тюрингии.